# Enkelgewelfdstation
Een enkelgewelfdstation is een ondergronds gelegen metro- of spoorwegstation. Kenmerkend is dat de sporen en perrons allemaal onder één gewelf liggen. Deze stations bestaan in een geboorde variant die geheel ondergronds is gebouwd en als een variant in een bouwput. Bij de bouw in een bouwput wordt het gewelf ter plaatse gegoten of opgebouwd uit geprefabriceerde delen waarna de put rond het gewelf weer wordt opgevuld. Station Monaco-Monte Carlo is een voorbeeld van een dergelijk station aan een hoofdlijn. Het oudste ondergrondse station ter wereld, Baker Street is een enkelgewelfdstation dat in een bouwput met bakstenen is gebouwd. Veelvuldig toegepast is dit type bij de eerste lijnen van de metro's van Parijs en Madrid. In Rusland kennen de metro's van bijvoorbeeld Moskou en Sint-Petersburg meerdere stations van dit type.

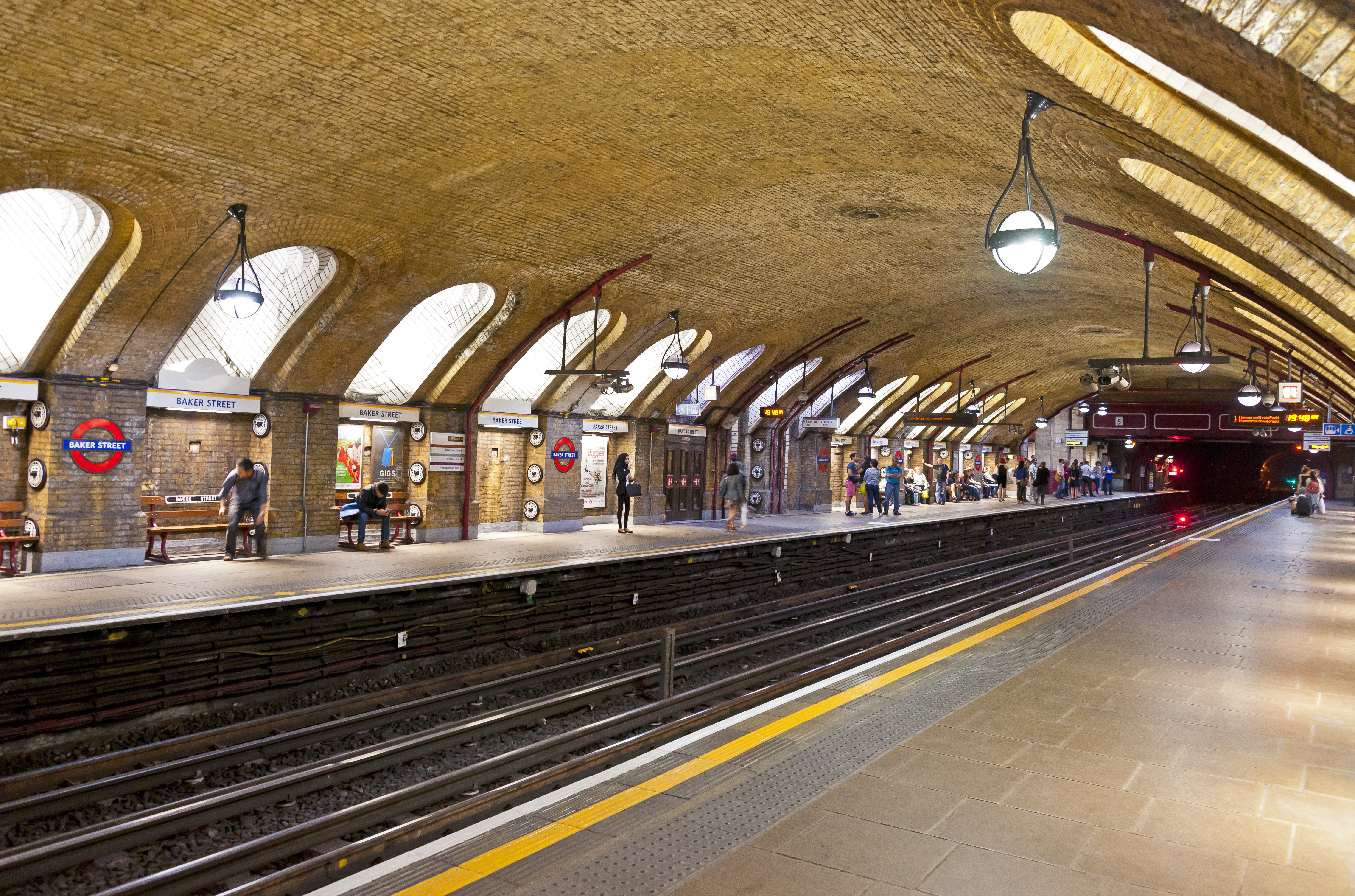
Metrostation Bakerstreet
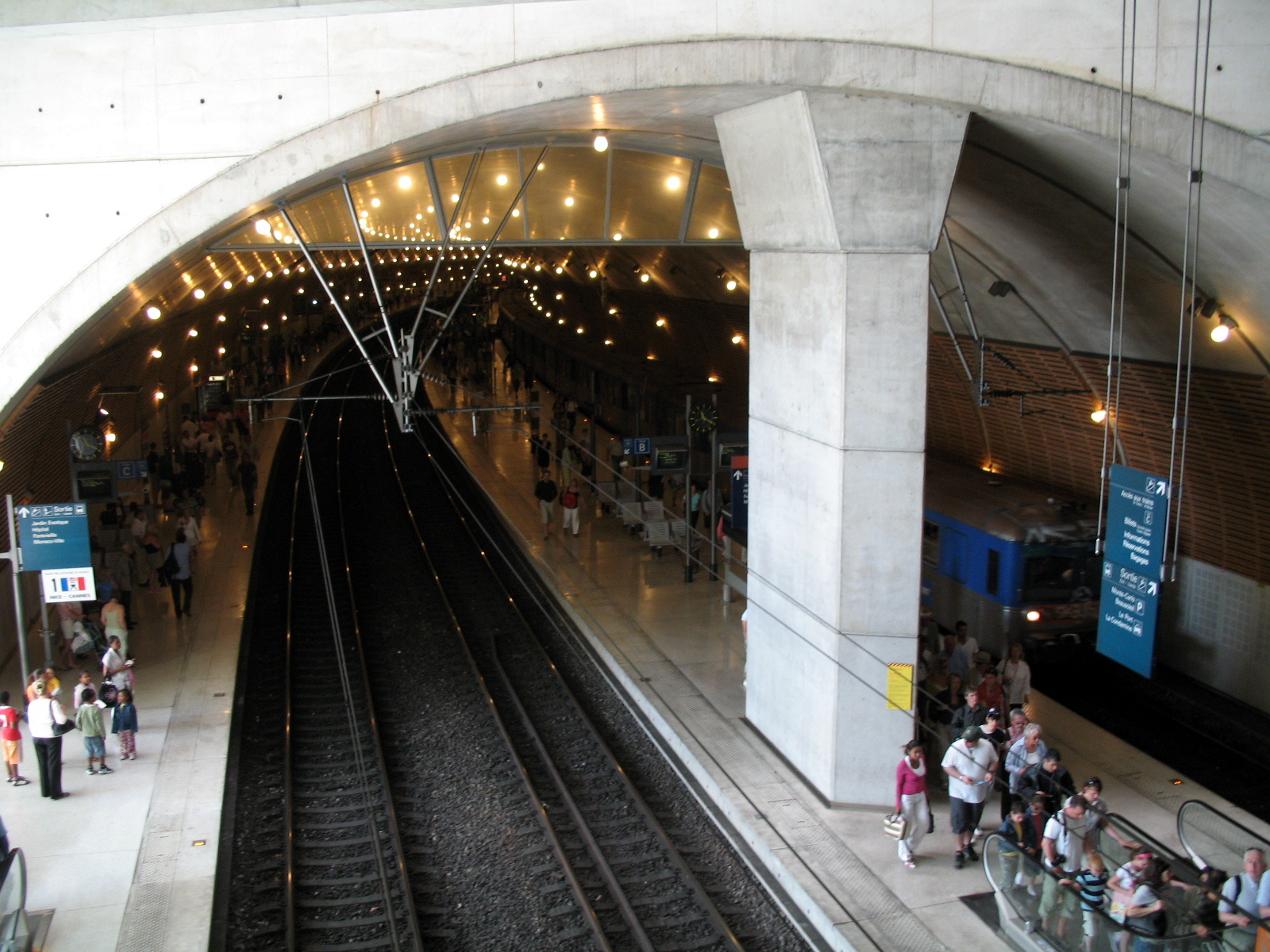
Spoorwegstation (Station Monaco-Monte Carlo)
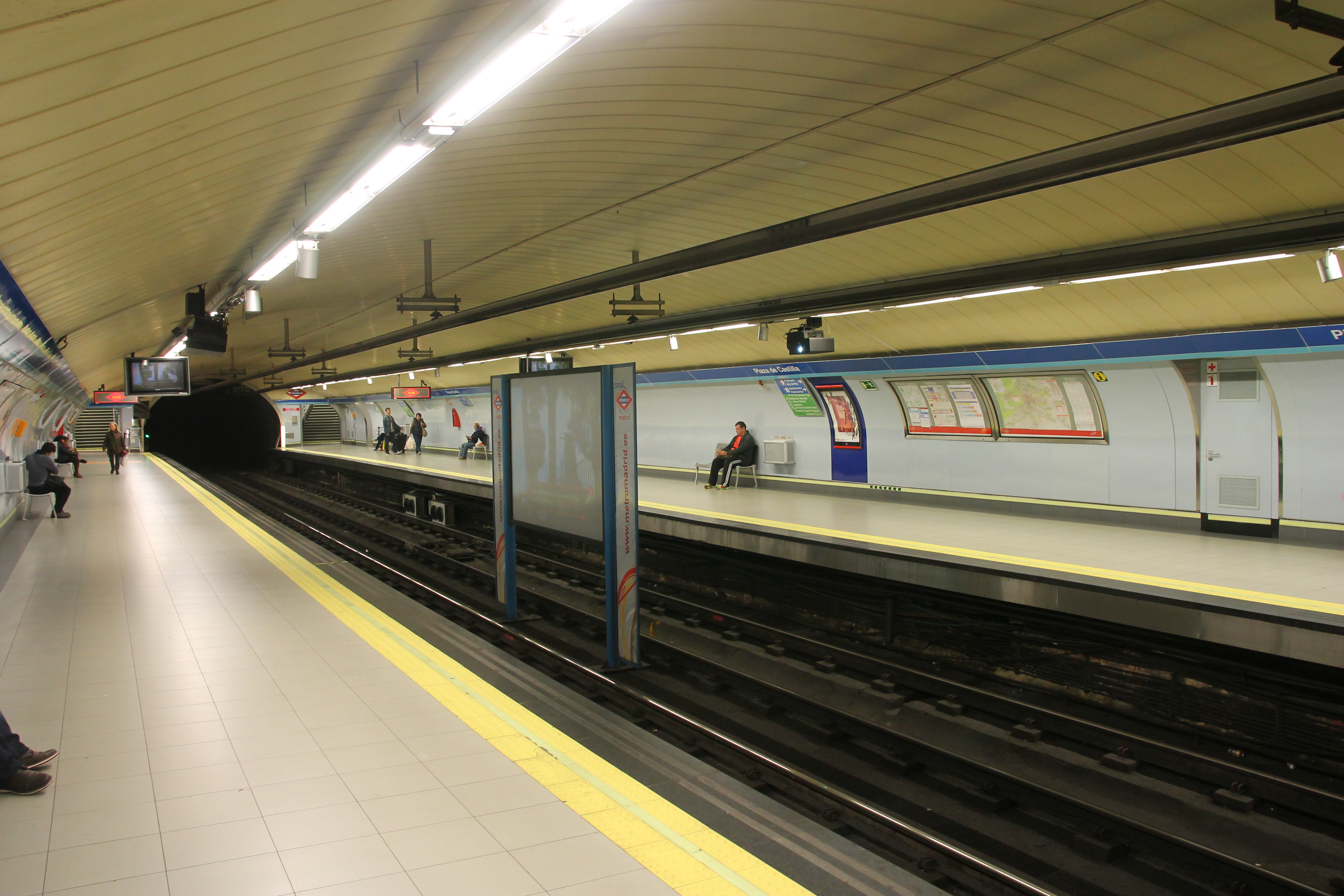
Metrostation met zijperrons (Plaza de Castilla. Madrid)
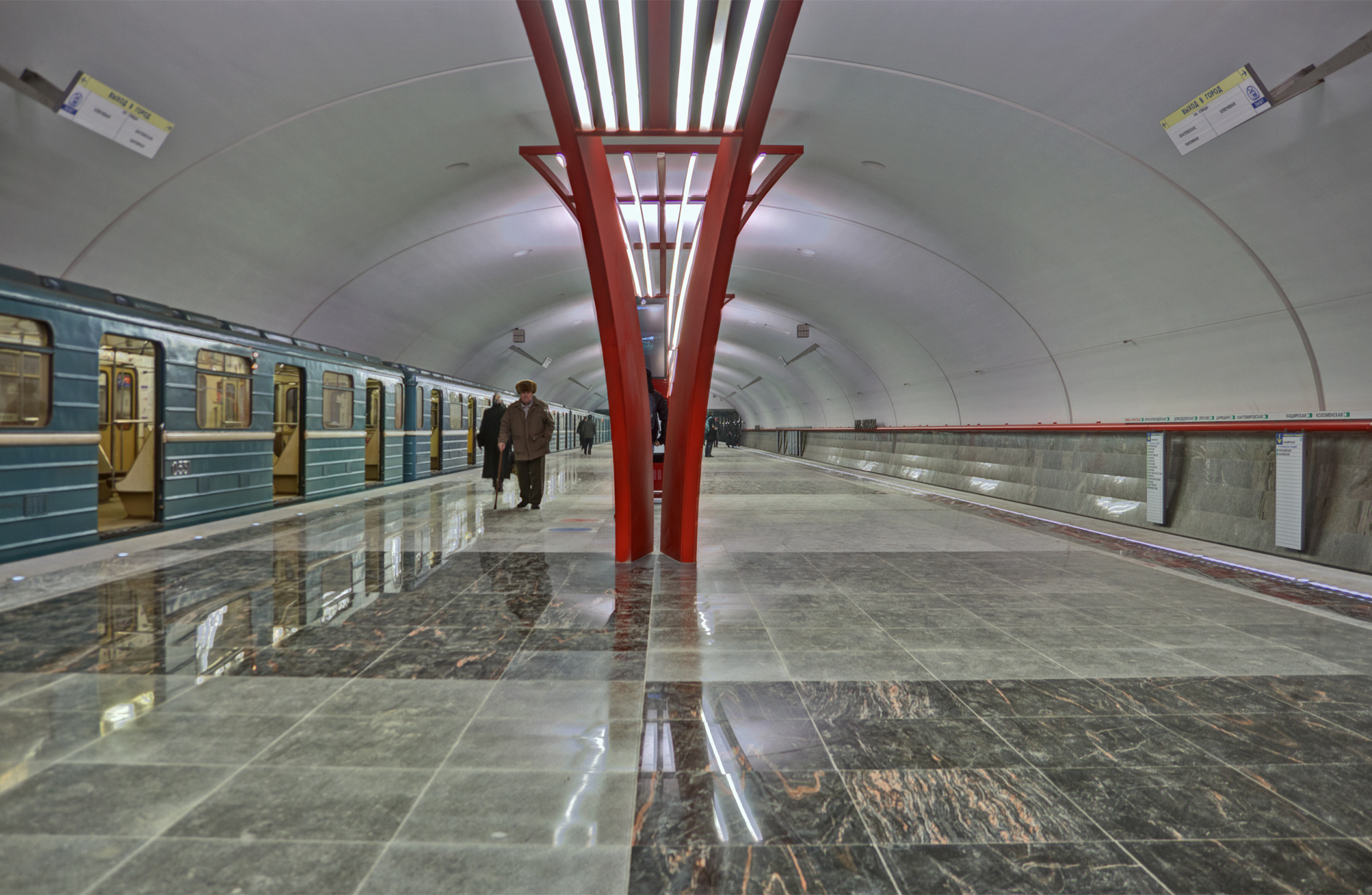
Metrostation met eilandperron (Alma-Atinskaja, Moskou)